# Het eiland van het tweede gezicht
Het eiland van het tweede gezicht is het hoofdwerk van de schrijver Albert Vigoleis Thelen. De volledige titel luidt: Het eiland van het tweede gezicht. Uit de toegepaste herinneringen van Vigoleis.

## Inhoud
Het boek schetst het verblijf van Thelen en zijn vrouw Beatrice gedurende de jaren 1931-1936 op Mallorca. Beide landen er als bohemien-emigranten en verlaten het eiland vijf jaar later weer als vluchtelingen voor de Spaanse Burgeroorlog. In deze jaren leeft het echtpaar in arme en avontuurlijke omstandigheden, vaak onder vermomming. Het maakt kennis met veel interessante mensen uit allerlei maatschappelijke lagen, en oefent, om te kunnen overleven, naar omstandigheden verschillende beroepen uit, onder andere als schrijver, reisleider, taalonderwijzer en hotelmanager. In hun belevenissen weerspiegelt zich het toenmalige Mallorca net zo als de dreiging van het opkomende nationaalsocialisme.

## Over het werk

### Noch roman noch autobiografie
Het werk van Thelen is moeilijk onder te brengen. Het gold - en geldt vaak nog steeds - als een autobiografische schelmenroman. Maar de figuur Vigoleis kan niet als schelm en het boek niet als roman worden betiteld. Thelen speelt in dit werk met beide begrippen, omdat hij in het autobiografische "ik" zijn dubbelganger Vigoleis laat optreden en daarmee een afstand tot het autobiografische schept, waarin hij soms als held en soms als schrijver optreedt. Thelen bouwt op deze manier "een permanente spanningsverhouding tussen identiteit en fictie op".

### Stijl en techniek
Thelens taal is van een grote verscheidenheid. Hij putte uit de woordenschat van de zes talen die hij beheerste, diepte woorden en wendingen weer op die al in vergetelheid geraakt waren en speelde in scheppende variaties met de taal. Zo vond hij bijvoorbeeld tientallen woorden voor zijn bijna schoonzus, de hoer Pilar. Jurgen Pütz heeft de Thelense bijzondere woordenschat onderzocht en geclassificeerd. Hij vond naast archaïsmen ook vaktaal, omgangstaal en talrijke neologismen.
Thelens schrijfstijl wordt gekenmerkt door vele uitstapjes. Steeds weer komt zijn verhaallijn uit bij een trefwoord en moet de daarbij horende verhaal worden verteld. Thelen zelf noemde zijn verhaaltechniek een Cactusstijl. Een cactus bloeit op onverwachte plaatsen plotseling kortstondig. Ook de plaatsen van zijn afstammelingen verschijnen, laten zich niet vooraf bepalen.

### Fantasie en werkelijkheid
De vraag naar de authenticiteit van de gebeurtenissen en zijn illustere schare in het boek voorkomende personen, beantwoordt de schrijver in een "Instructie voor de lezer" voorin het boek zo: Alle figuren in dit boek leven of hebben geleefd. Hier treden ze echter in het dubbelbewustzijn van hun persoonlijkheid op, de schrijver inbegrepen (...) In twijfelgevallen beslist de waarheid. Veel is te bewijzen of werd door zijn omvangrijke briefwisseling gedocumenteerd. Onder zijn ontmoetingen bevonden zich veel prominenten, zoals de Britse schrijver Robert Graves.

### Een antifascistisch boek
Voor Thelen was het onbegrijpelijk hoe snel het nationaalsocialisme in nazi-Duitsland acceptatie vond. Op veel plaatsen in het boek komt zijn sterke verwerping van het naziregime tot uitdrukking. Tot de meest indrukwekkende episoden behoren die, waarin hij zich als toeristengids slagvaardig bedient van een militair jargon wanneer hij Duitse reizigers om de tuin leidt, of door bluf een zeer onsympathieke vluchteling aan zijn banktegoed helpt, omdat hij dat geld de nazi's niet gunt. Na Franco's Putsch blijven Beatrice en hem alleen de avontuurlijke vlucht naar Portugal.

### Ontvangst van het boek
In 1953 las Thelen Gruppe 47 uit het manuscript voor. Daar deed Hans Werner Richter de tekst, volgens Martin Walser, af met: Dit emigrantenduits hebben we niet nodig. Tegen dit oordeel werd het boek - mede dankzij de uiterst positieve bespreking van Siegfried Lenz - toch nog een succes, het werd weliswaar geen bestseller in de gewone zin, maar werd door steeds nieuwe lezersgroepen ontdekt, tot een soort longseller, die intussen als een van de grootste prozaboeken die er zijn (Martin Walser) geldt.

## Uitgaven
Het boek is uitgegeven in het Duits, Engels, Frans, Spaans en Nederlands. De Duitse en Nederlandse uitgaven staan hier vermeld:
Duitstalig
- Van Oorschot, Amsterdam 1953, 3 oplagen
- Eugen Diederichs, Düsseldorf 1953, 6 oplagen
- Boekenclubuitgaven, 1956 - 1988
- Deutscher Taschbuchverlag, 1970
- Claassen, Düsseldorf, Hildesheim, Berlijn, 1981 - 2003. ISBN 3-546-00340-3
- Ullstein-Taschenbuch, 1983, ISBN 3-548-60514-1

Nederlandstalig
- Signature, Utrecht 2004. Vertaling Wil Boesten. ISBN 90-5672-053-8
- Home Academy Publishers, paperback 2013. Vertaling Wil Boesten. ISBN 978-9461410047